# Hare-quotum
Het Hare-quotum, ook wel bekend als het Hamilton-quotum, geeft in een systeem van evenredige vertegenwoordiging aan hoeveel stemmen een zetel idealiter vertegenwoordigt wanneer alle zetels gelijk verdeeld worden over de kiezers. Het quotum wordt berekend door het totale aantal uitgebrachte stemmen te delen door het aantal beschikbare zetels.
Bij het berekenen van de zetelverdeling bij een politieke verkiezing is de Hare-quotum het meest onpartijdige quotum omdat het grote noch kleine partijen bevoordeelt. Het zorgt voor een optimale zetel-stemverhouding en komt daarmee het dichtst in de buurt van het ideaal van evenredige vertegenwoordiging. In de praktijk wordt deze methode gebruikt om de grootte van kieskringen te bepalen en om de nationale verkiezingsuitslag te bepalen.

## Formule
Het Hare-quotum is het totale aantal stemmen gedeeld door het aantal te vervullen zetels. Dit quotum wordt gebruikt bij het berekenen van de zetelverdeling volgens de grootste-restantenmethode. Het wordt als volgt berekend:
{\displaystyle {\mbox{Hare-quotum = }}{\frac {{\mbox{aantal}}\;{\mbox{stemmen}}}{{\mbox{aantal}}\;{\mbox{zetels}}}}}
waar
- Aantal stemmen = het totale aantal geldige stemmen dat bij een verkiezing is uitgebracht.
- Aantal zetels = het totale aantal zetels dat bij de verkiezing moet worden ingevuld.

Wanneer er 100.000 stemmen uitgebracht zijn en er 10 zetels beschikbaar zijn dan is het Hare-quotum 10.000 stemmen per zetel.

## Gebruik bij nationale verkiezingen
In Denemarken wordt het Hare-quotum gebruikt bij de methode van grootste overschotten om 40 vereffeningszetels toe te wijzen in verkiezingen. Hierbij wordt het aantal stemmen voor elke partij gedeeld door het Hare-quotum, dat het aantal stemmen per zetel aangeeft. Partijen krijgen eerst volle zetels op basis van het hele getal van deze deling, en daarna worden de overgebleven zetels toegekend aan de partijen met de grootste resterende fracties. Vervolgens wordt het totale aantal zetels dat door de partijen in de tien meervoudige kiesdistricten is behaald afgetrokken van het aantal zetels die de partij behaald heeft volgens deze methode. Dit verschil is het deel van de 40 compenserende zetels waar een partij recht op heeft.

## Wiskundige eigenschappen
Het Hare-quotum is het meest onpartijdige en evenredige quotum. Dit betekent dat de methode zetels eerlijk verdeelt zonder bevooroordeling van een specifieke partij of kieskring wanneer deze willekeurig verdeeld zijn. In kiesdistricten met een groot aantal zetels wordt het quotum volledig onpartijdig. Dit maakt deze methode erg geschikt voor gebruik bij een nationaal kiesdistrict en voor het toekennen van vereffeningszetels.
Als deze methode echter wordt gebruikt in kleinere kieskringen zonder kiesdrempel, is het mogelijk om het systeem te manipuleren door meerdere kandidaten op aparte lijsten te laten staan, zodat elke kandidaat een restzetel kan behalen met minder dan een volledige Hare-quotum. Dit kan de methode transformeren tot een de facto systeem van enkele niet-overdraagbare stem zoals in Hong Kong. Dit maakt grootste-gemiddeldenmethoden zoals de Sainte-Laguë-methode een beter alternatief voor gebruik binnen meervoudige kiesdistricten.